# 뉴기니긴귀박쥐
뉴기니긴귀박쥐 또는 파푸아긴귀박쥐(Nyctophilus microtis)는 애기박쥐과에 속하는 박쥐의 일종이다. 파푸아뉴기니에서만 발견된다.

## 특징
작은 박쥐로 몸길이는 42.5~63mm이고 전완장은 37~40.9mm, 꼬리 길이는 36~49mm이다. 발 길이는 7~10mm, 귀 길이 14~19.4mm, 몸무게는 최대 9.5g이다. 털은 짧고 무성하다. 등쪽은 갈색이고 배쪽은 좀더 밝은 색을 띤다.

## 생태
무성한 수풀 속 건조한 대나무 사이 또는 동굴의 높은 벽에서 작은 무리를 지어 생활한다. 외부 온도가 떨어지면 겨울잠 상태에 빠진다. 먹이는 곤충이다. 7월에 젖을 먹이는 암컷이 포획된다.

## 분포 및 서식지
뉴기니섬과 인근 술라웨시섬, 뉴아일랜드섬, 스터트에 널리 분포한다. 동남아시아 섬에서도 서식하는 것으로 추정된다. 해발 최대 2,600m 이하의 일차림과 이차임 습윤 숲에서 서식한다.